# Gainsborough Trinity Football Club

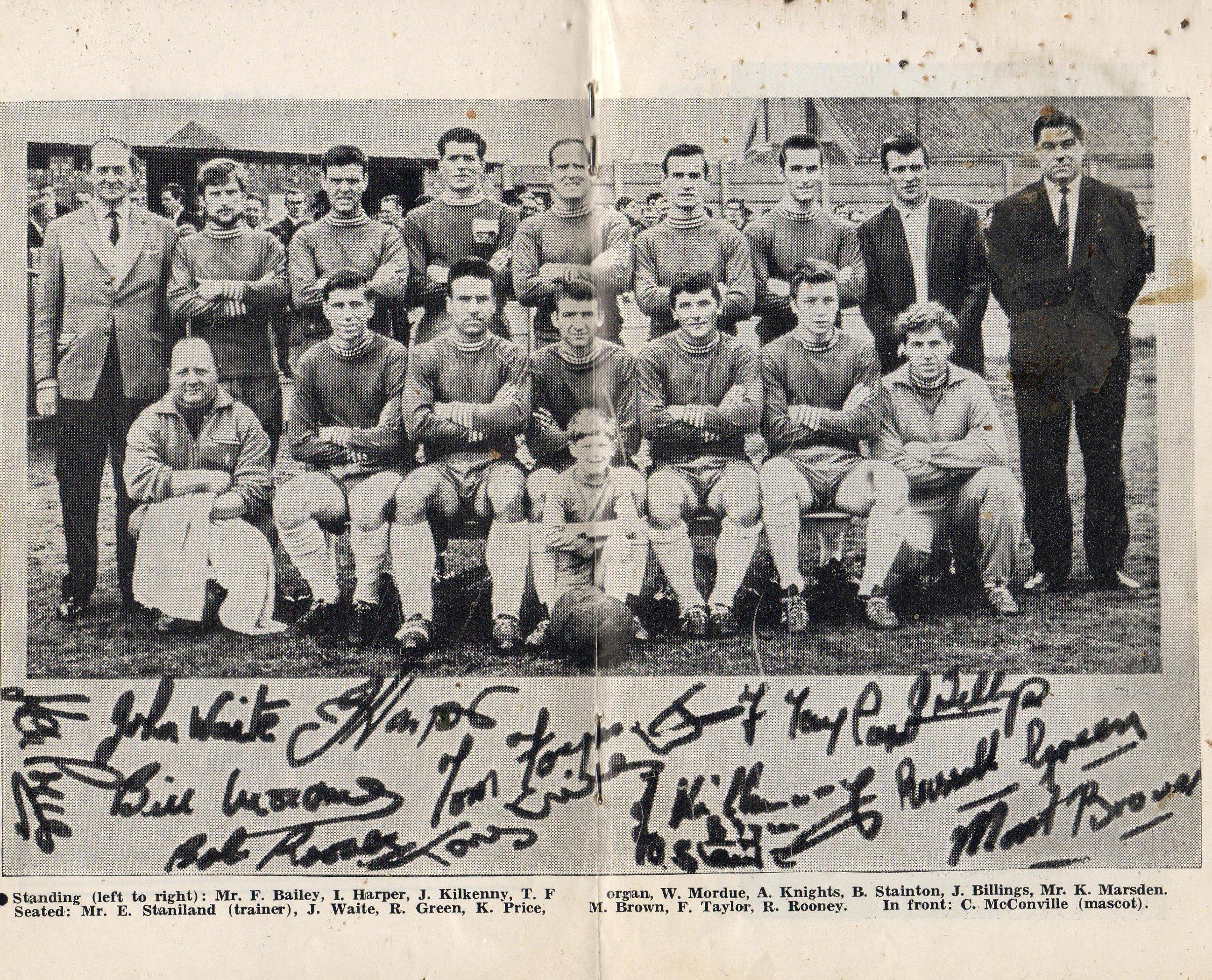
Jogadores do Gainsborough Trinity na temporada 1966–67.

Gainsborough Trinity Football Club é um clube de futebol inglês, com sede em Gainsborough, na região de Lincolnshire. Fundado em 1873 como Trinity Recreationists, juntou-se à Football League em 1896 como um dos integrantes da Segunda Divisão inglesa, formada 4 anos antes.
Atualmente, joga na primeira divisão da Northern Premier League, que corresponde à oitava divisão da pirâmide do futebol inglês.

## Estádio

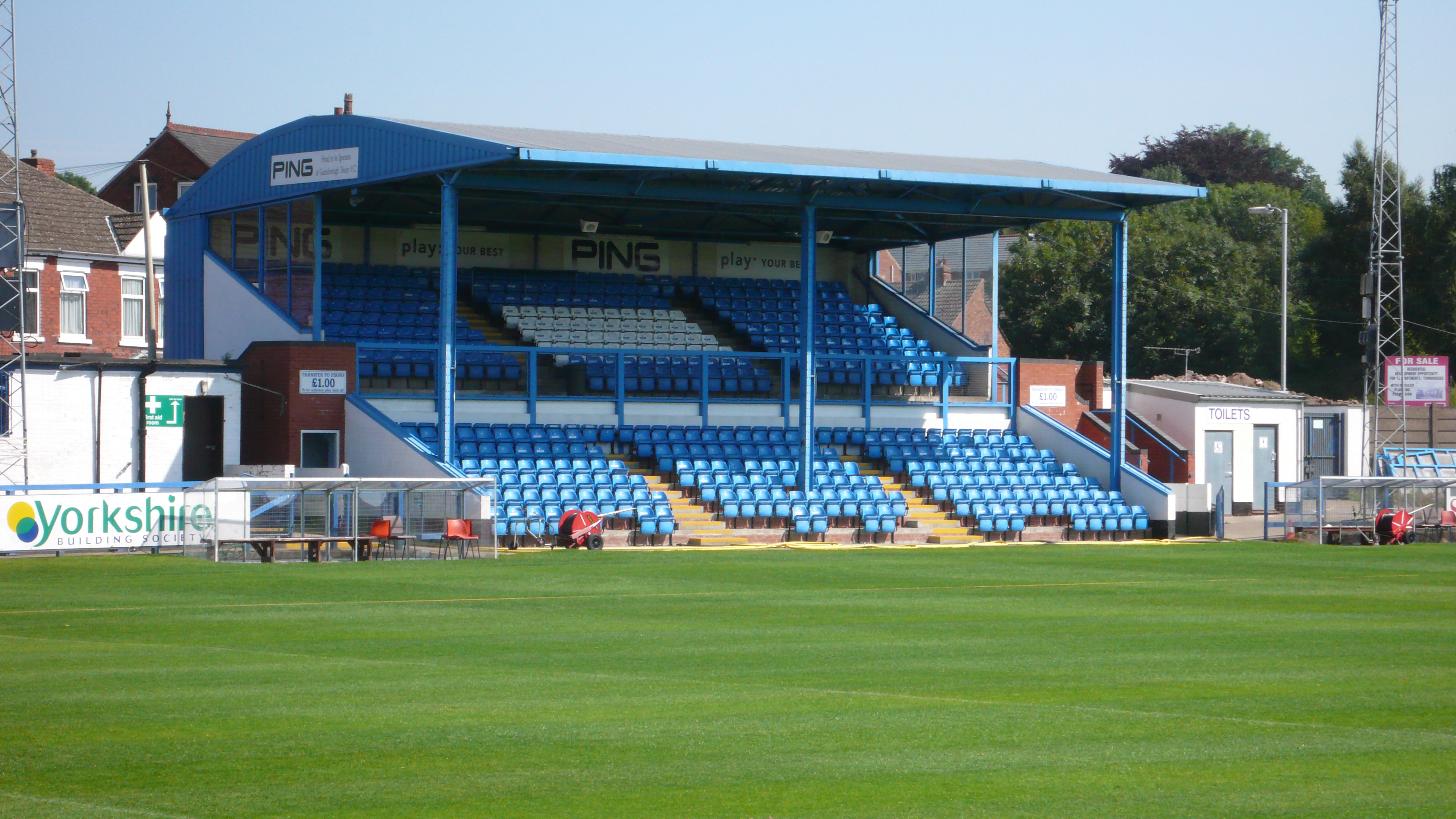
The Northolme, estádio do Gainsborough Trinity.

A equipe do Gainsborough Trinity manda os seus jogos no estádio The Northolme, com capacidade para 4.340 lugares.

## Elenco atual
- Atualizado até 29 de setembro de 2023[3]

Nota: Bandeiras indicam equipe nacional, conforme definido pelas regras de elegibilidade da FIFA. Os jogadores podem ter mais de uma nacionalidade não-FIFA.
| N.º |            | Posição | Jogador                                          |
| --- | ---------- | ------- | ------------------------------------------------ |
|     | Inglaterra | G       | Dylan Wharton (emprestado pelo Sheffield United) |
|     | Inglaterra | D       | Lewis Butroid                                    |
|     | Inglaterra | D       | Dylan Cogill                                     |
|     | Inglaterra | D       | Adam Porritt                                     |
|     | Inglaterra | D       | George Hornshaw                                  |
|     | Inglaterra | D       | Harry Lovick                                     |
|     | Inglaterra | M       | Jack Moore-Billam                                |
|     | Inglaterra | M       | Bobby Johnson                                    |
|     | Inglaterra | M       | McCauley Snelgrove                               |
|     | Escócia    | M       | Fraser Preston                                   |

| N.º |            | Posição | Jogador                                               |
| --- | ---------- | ------- | ----------------------------------------------------- |
|     | Inglaterra | M       | Joel Holvey (emprestado pelo Rotherham United)        |
|     | Inglaterra | M       | Bailey Conway                                         |
|     | Inglaterra | M       | Ashley Jackson (emprestado pelo Scarborough Athletic) |
|     | Inglaterra | A       | Jack Goodman (emprestado pelo Doncaster Rovers)       |
|     | Inglaterra | M       | Dayle Southwell                                       |
|     | Inglaterra | A       | Tom Parkinson                                         |
|     | Inglaterra | A       | Javelle Clarke                                        |
|     | Inglaterra | A       | Liam Hardy                                            |
|     | Inglaterra | A       | Harrison Poulter (emprestado pelo Scunthorpe United)  |

## Títulos
- Midland League
  - 1890–91, 1927–28, 1948–49, 1966–67
- Northern Premier League
  - Vencedores da Challenge Cup: 1981–82, 1996–97
- Lincolnshire Senior Cup
  - 1889–90, 1892–93, 1894–95, 1897–98, 1903–04, 1904–05, 1906–07, 1910–11, 1970–71, 2002–03, 2017–18
- Lincolnshire County Senior Cup
  - 1946–47, 1948–48, 1948–49
- Lincolnshire Senior 'A' Cup
  - 1950–51, 1951–52, 1957–58, 1958–59, 1963–64
- Lincolnshire Shield
  - 2007–08, 2011–12